# Aneilema lamuense
Aneilema lamuense är en himmelsblomsväxtart som beskrevs av Robert Bruce Faden. Aneilema lamuense ingår i släktet Aneilema och familjen himmelsblomsväxter. Inga underarter finns listade.